# Associação Portuguesa de Educação Ambiental
A Associação Portuguesa de Educação Ambiental (ASPEA) (Portugal, 1990) é uma organização não governamental de ambiente (ONGA) de Portugal.

## História
Foi criada em 1990. Tem sede em Lisboa, no Parque Florestal do Monsanto, , e Aveiro .

No Registo Nacional das Organizações não Governamentais de Ambiente e Equiparadas tem o estatuto de organização de âmbito nacional. 
Tem como objectivo principal o desenvolvimento da Educação Ambiental no ensino formal e não formal. 
Para levar a cabo este objectivo, várias estratégias/acções são levadas a efeito pelos membros da sua direcção e pelos seus sócios, nomeadamente:
uma conferência anual para professores e outros técnicos interessados na Educação Ambiental;
seminários e cursos de formação contínua de professores e de monitores de ambiente;
redes de escolas, fomentando a cooperação nacional e internacional, nomeadamente com projetos europeus como Programa Erasmus Plus ;
desenvolvimento de recursos pedagógicos;
organização de saídas de campo e programas de verão para crianças/jovens;
cooperação com as autarquias, com ações de formação para técnicos de autarquias
divulgação das suas actividades e da educação ambiental em revistas da especialidade e através de apresentação de comunicação e participação em conferências nacionais e internacionais;
edição de boletim semestral. 

A ASPEA é a responsável pelo Projeto Rios 

Em 2024 a ASPEA organizou a conferência internacional ‘Acção local para o Pacto Ecológico Europeu’ 

## Reconhecimento
Foi agraciada com a Menção Honrosa do Prémio Nacional do Ambiente "Fernando Pereira" - 2003/2004. 